# Kościół Podwyższenia Krzyża Świętego w Starej Wsi
Kościół Podwyższenia Krzyża Świętego w Starej Wsi – zabytkowy drewniany kościół parafialny parafii pw. Podwyższenia Krzyża Świętego w centrum Starej Wsi, w otoczeniu cmentarza na niewielkim wzgórzu, na które prowadzą kamienne schody. Wzniesiony w 1522, wieżę dobudowano w XVII wieku, kolejne przeróbki nastąpiły w XVIII i XX wieku, co zatarło jego pierwotny śląsko-małopolski styl. 
Kościół znajduje się na Szlaku Architektury Drewnianej województwa śląskiego w pętli pszczyńskiej.

## Historia
Już w 1326 leżąca wówczas w księstwie oświęcimskim Stara Wieś posiadała parafię i kościół. Drugi kościół parafialny zaczęto wznosić w 1522 z fundacji Krzystofa Bibersteina-Starowiejskiego, konsekrowano go w 1530. W XVII wieku dokonano pierwszej przeróbki i dostawiono wieżę. W 1787 wymieniono pokrywę dachową, na której pojawiła się sygnaturka, przebudowano również wieżę i przekształcono wnętrze. Ostateczny kształt wieży nadano w 1883. W 1926 wycięto ścianę pomiędzy nawą a wieżą. 
W latach 1913 i 1939 dach pokryto eternitem, wymienionym na powrót podczas ostatniego remontu na gonty. Kościół wpisano do rejestru zabytków 30 kwietnia 1934. W latach 2009–2012 odsłonięto i zakonserwowano polichromie w prezbiterium pochodzące z XVI, XVIII i XIX wieku, a także zakonserwowano malowidła na balustradzie chóru muzycznego oraz w przestrzeni pod wieżą. Konserwowano wówczas też ołtarze boczne i główny, chrzcielnicę i ambonę. W 2014 przeprowadzono remont elewacji, wymianę dachu gontowego (częściowo), a także pokrycie wieży i sygnaturki.

## Architektura
Kościół jest orientowany. Nawa oraz węższe i niższe prezbiterium trójbocznie zamknięte są konstrukcji zrębowej i przykryte są gontowym dachem, a na wschodnim skraju dachu nad nawą znajduje się ażurowa sygnaturka zwieńczona cebulastą kopułą. Połacie dachowe nad nawą są rozwarte szerzej co charakteryzuje śląski typ budownictwa drewnianego kościołów. Wieża jest konstrukcji słupowej, pod dachem z pozorną latarnią rysuje się szeroka izbica. Do ścian kościoła przylegają dookolne soboty ze stacjami Drogi Krzyżowej. Pod nimi widoczne są również najniższe belki w konstrukcji, tzw. podwaliny, ustawione niepoziomo. Tę nierówność skorygowano w wyższych rzędach belek. Od strony północnej pod sobotami znajdują się piaskowcowe płyty nagrobne, pierwotnie znajdujące się wewnątrz świątyni. Obramienia okienne, portale wejściowe i ganek przed głównym wejściem ozdobione białymi detalami snycerskimi.

## Wnętrze
Wnętrze przykrywa płaski strop. W 1926 ścianę pomiędzy nawą a wieżą wycięto ostrołukowo, wysokość pomiędzy ich przyziemiami zniwelowano, a powyżej wystawiono chór muzyczny z nowymi organami, z trójczęściowym prospektem organowym, zajmującym również część ścian bocznych. W 1787 ściany nawy i prezbiterium ozdobił wymalowanymi na podobieństwo marmuru gzymsami niejaki Foryciński. Stwarzają one iluzję polichromii i lisic w kształcie pilastrów. Z tego samego roku pochodzą również dwa barokowe ołtarze boczne. W ołtarzu głównym znajduje się pozostały po XVI-wiecznym tryptyku późnogotycki obraz Matki Bożej ze śś. Katarzyną i Barbarą, a nad nim malowidło przedstawiające Ukrzyżowanie z jego nasady. Również późnogotyckie są drewniane portale łączące zakrystię z prezbiterium oraz w wejściu do nawy od południa, wyprofilowane w kształcie oślego grzbietu.